# Pepa Aniorte
Josefa Aniorte (Oriola, 6 de setembre de 1973) és una actriu valenciana, més coneguda amb el nom de Pepa Aniorte.
Va néixer a Oriola, però la seva família va traslladar-se a Múrcia (regió espanyola al sud del País Valencià) quan tenia quatre anys. Després de fer publicitat va començar en el món cinematogràfic amb pel·lícules com Princesas i Camarón el 2005. Entre els seus treballs televisius destaca la seva col·laboració a les sèries Hospital Central, El Comisario o Al filo de la ley. Va aconseguir la fama amb el seu paper de la Choni a la sèrie Los Serrano (2005-2008), de Telecinco, i de Catalina a Águila Roja, de Televisió Espanyola.

## Filmografia

### Pel·lícules
- La higuera de los bastardos (2017)
- Cuerpo de élite (2016)
- Palmeras en la nieve (2015)
- Entre el cielo y el mar (2012)
- Lo contrario al amor (2011)
- Señales (2011) (C)
- Águila roja: la pel·lícula (2011)
- Gordos (2009)
- El patio de mi cárcel (2008)
- Rivales (2008)
- Clandestinos (2007)
- El camino de los ingleses (2006)
- Volver (2006)
- Camarón (2005)
- Princesas (2005)
- Las hormigas acuden puntuales a las citas (2004) (C)

(C) - Curtmetratge

### Sèries de televisió
Servir y Proteger (350 episodios, 2017- actualidad)
- Águila Roja (2009-2015)
- Los Serrano (66 episodis, 2005-2008)
- Al filo de la ley (2005)
- Campanya contra la discriminació dels gitanos (2005)
- Campanya publicitària del Marca (2005)
- Hospital Central (1 episodi, 2004)
- El comisario (1 episodi, 2004)